# برمانا
برمانا (به عربی: برمانا) یک منطقهٔ مسکونی در لبنان است که در استان جبل لبنان واقع شده‌است.

## نگارخانه

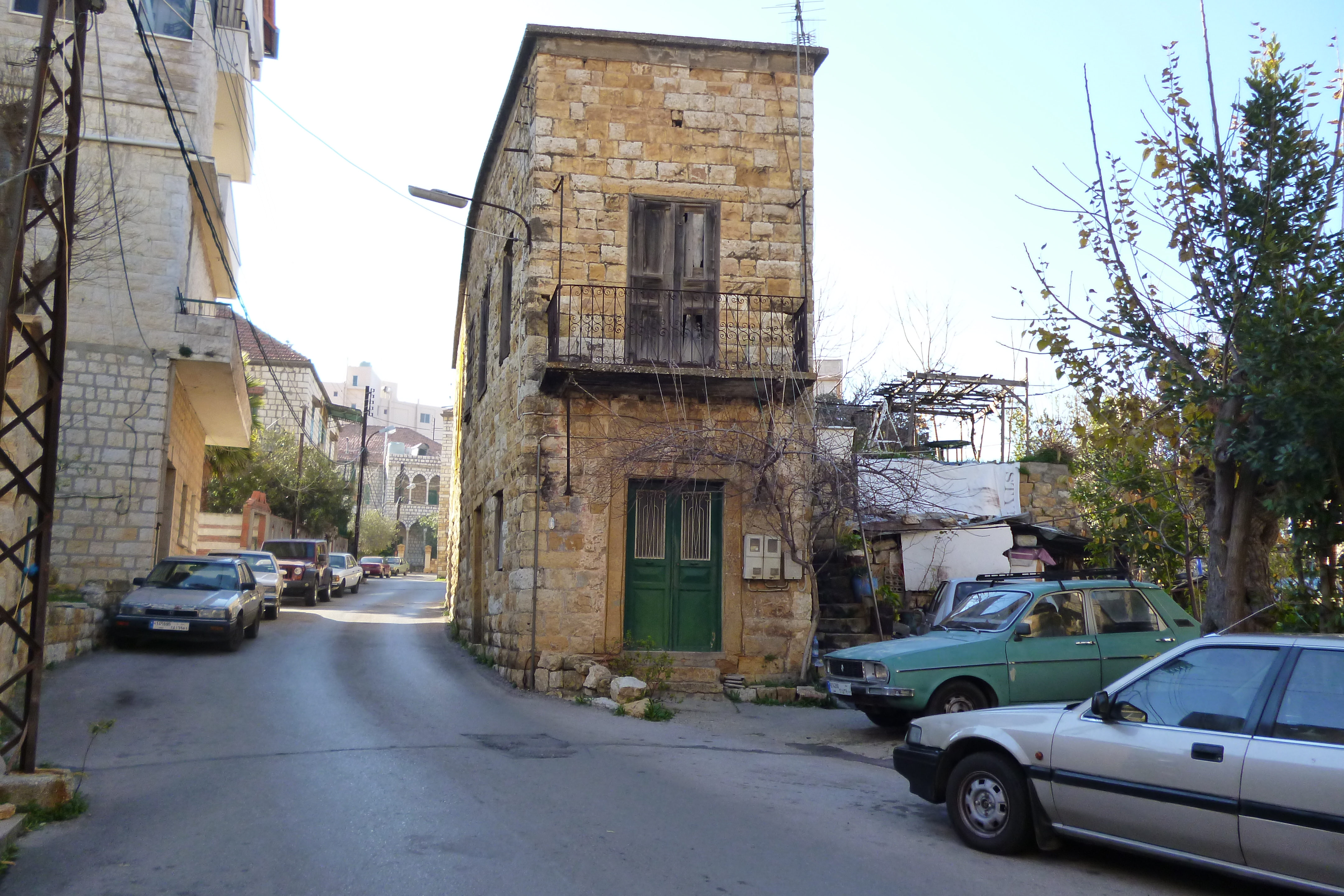
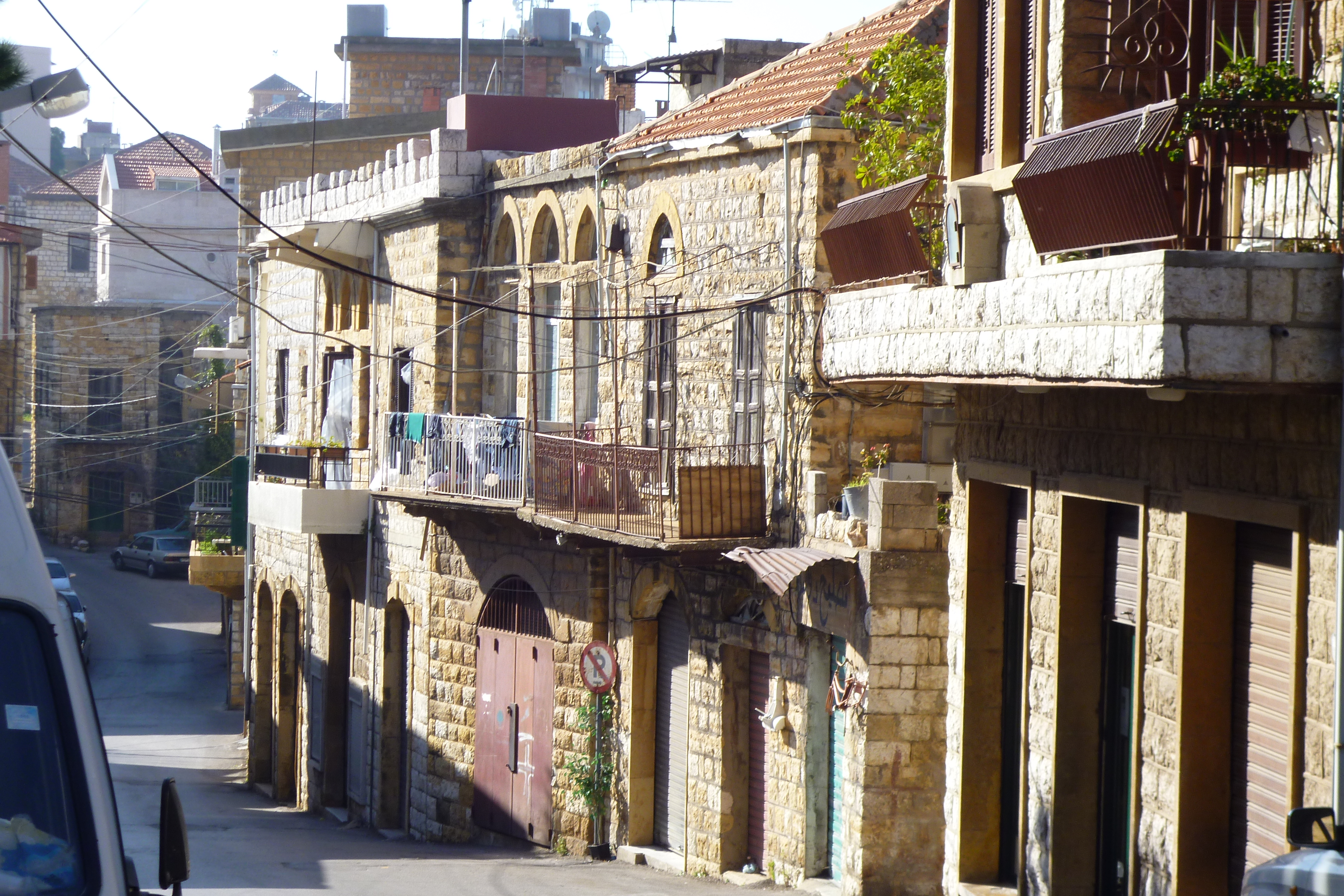
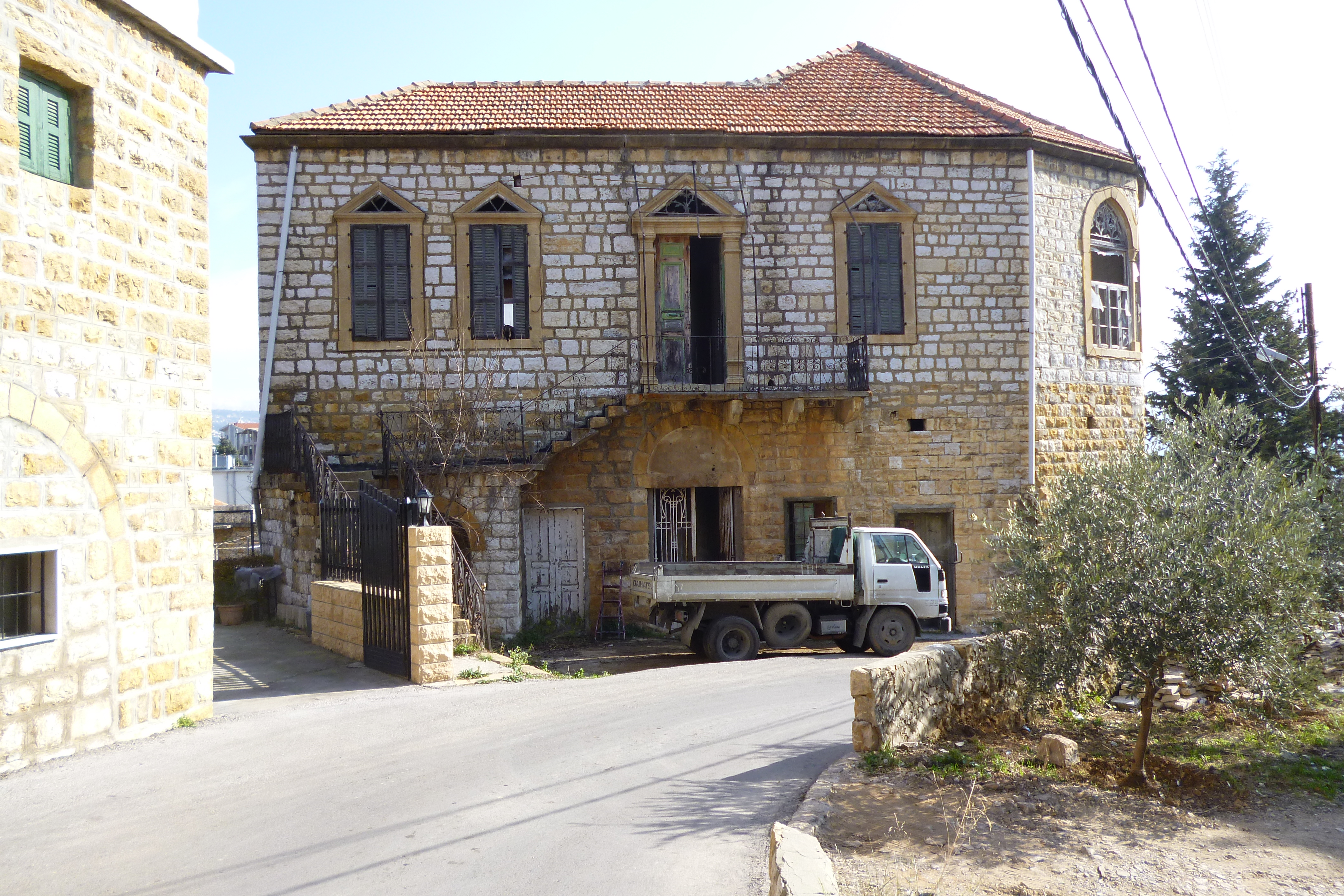
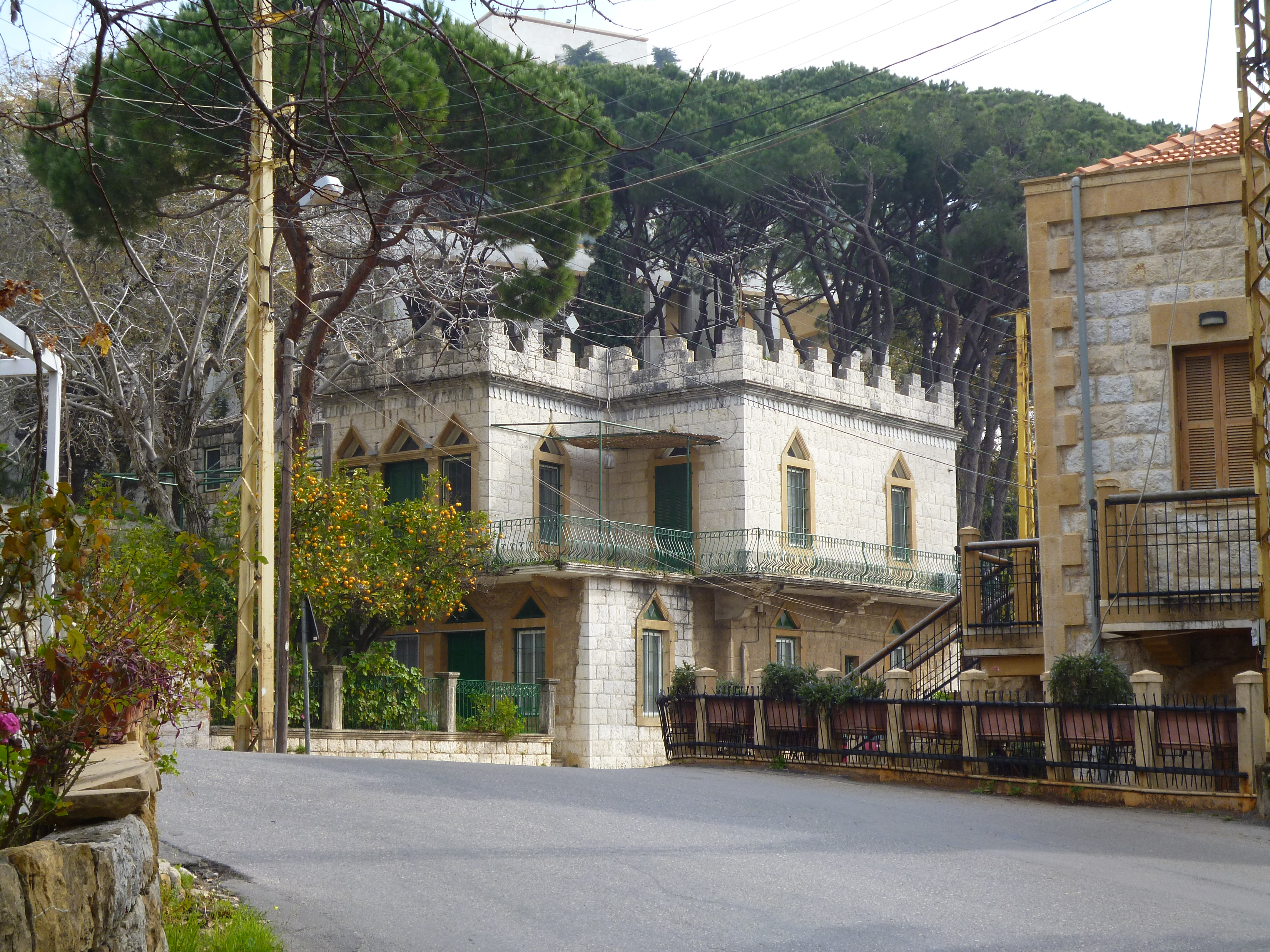